# Pont Pierre-Semard
 (juillet 2017).
Le pont Pierre-Semard (1947-/) est un des vingt ponts encore en place de la commune de Rive-de-Gier, dans le département de la Loire, en France. 
L'ouvrage a été commandité par la SNCF avec une partie engagée par l'État, ainsi que la Commune. 

## Histoire
Le trafic routier, en pleine croissance avant 1940, est fort entravé par les trois passages à niveau qui se trouvent en ce lieu. Les piétons les empruntent bien imprudemment, ignorant les passerelles. Il y en eut trois, édifiées tour à tour ; les deux premières, métalliques, la dernière étant encore en place.
Il devient nécessaire d'apporter des améliorations à la voirie et de réaliser un pont projeté avant la Seconde Guerre mondiale. Donc en octobre 1936, un arrêté préfectoral enjoint au maire de mettre à exécution la décision ministérielle du 30 novembre 1935 qui autorise la suppression des trois passages à niveau qui se trouvaient l'un, le plus fréquenté, près de la maison Reynaud, l'autre près de la rue César-Bertholon et la troisième près de la rue Richarme.
Pour réaliser ce projet, on doit acquérir immeubles et terrains ; sur la rive droite, c'est la propriété de Mme Rinucci-Reynaud fille de Mme Reynaud-Marrel qui est achetée avec ses dépendances en septembre 1936, ce qui a dégagé une superficie de 845 m2 ; d'autres terrains sont expropriés le 8 février 1938.  
Ce pont est mis en service en 1943 et par décision municipale du 12 novembre 1944, il est nommé en hommage à Pierre Semard (1887-1942) cheminot syndicaliste et résistant fusillé par les Allemands.

## Description
Le pont Pierre-Semard enjambe à la fois la voie ferrée et la rivière. Son tablier, en béton armé prend appui sur des murs latéraux et les culées de l'ancien pont d'Egarande ont été utilisées pour servir de points d'appui. Mais pour obtenir des fondations solides, il a fallu creuser jusqu'à 3 mètres en dessous du niveau du Gier, afin de trouver le rocher. 
L'ouvrage de franchissement des voies a été mis à la charge de la SNCF qui en a assuré la construction sauf les revêtements des trottoirs, les bordures de caniveaux en béton et la chaussée. La largeur entre les garde-corps est de 13 mètres comprenant les deux trottoirs de 2 mètres chacun. Il était précisé que l'ouvrage devait « pouvoir livrer passage au convoi militaire no 3 » 